# Игорный бизнес в России

Красным цветом обозначены территории, на которых разрешён игорный бизнес.

Игорный бизнес в России до 2006 года как отрасль индустрии развлечений регулировалась федеральным законодательством (29 глава Налогового кодекса и федеральный закон «О лицензировании отдельных видов деятельности») и местным законодательством (в части установления различных ограничений по размещению объектов игорного бизнеса).
1 июля 2009 года ведение игорного бизнеса было запрещено на территории России, за исключением пяти специально организованных игорных зон в Республике Крым, Алтайском, Краснодарском и Приморском краях, а также в Калининградской области.

## История
Первые игровые автоматы начали устанавливаться в 1988 году — в гостиницах Госкоминтуриста СССР. В его системе было образовано ВХВО «Интурсервис», которое разработало новые виды дополнительных услуг для иностранных туристов с оплатой в свободно конвертируемой валюте. В первый год в гостиницах Интуриста в Москве, Ленинграде, Сочи, Ялте, Минске, Таллине, Выборге и Пятигорске было установлено 226 игровых автоматов с денежным выигрышем.
Первое казино в СССР, «Astoria Palace», открылось в Эстонской ССР весной 1989 года в гостинице «Palace» в Таллине. Второе казино было открыто в Москве 23 августа 1989 года в гостинице «Савой».
Первое казино за пределами центральной России (а также на Урале и в самой «столице Урала»), названое «Katarinenburg», открыл в 1990 году в гостинице «Космос» лидер ОПГ «Центровые» Олег Вагин.
По данным журналиста Ильи Нагибина на 1994 год, крупнейшими казино в Москве с возможностью игры в американскую рулетку были «Bingo Gabriella» (улица Правды, 1), «Gabriella» (Тверская, 3/5), «Royale» (Беговая, 1), «Savoy» (Рождественка, 3), «Александр Блок» (Краснопресненская набережная, 12), «Виктория» (Нижегородская, 2), «Люкс» (Ммичуринский проспект, 4), «Москва» (Каланчевская улица, 21/40) и «Московский клуб» (Тверская, 6).
В 2005 году оборот этой сферы составил 5—6 млрд долл., в стране было около 400 тыс. игровых автоматов и 5000 игровых столов. К 2006 году было выдано свыше 6300 лицензий на игорный бизнес.
До 60 % отечественных игорных клубов было сосредоточено в Москве и Санкт-Петербурге. Лидерами отрасли стали Ritzio Entertainment Group (сеть «Вулкан»), Storm International (сеть «Супер Слотс» и несколько казино в Москве и Петербурге) и компания «Джекпот».
4 октября 2006 года на встрече с лидерами парламентских фракций президент Владимир Путин предложил радикальное решение проблемы игорного бизнеса. Путин передал в Государственную думу предложения по законопроекту «О государственном регулировании деятельности по организации и проведению азартных игр», суть которых состояла в укрупнении и концентрации игорного бизнеса в четырёх специальных игорных зонах. 26 декабря 2006 года законопроект был принят.

### Покер
Покер в России получил наибольшую популярность в период распада СССР, когда в стране проснулся интерес к западной культуре и ценностям. После принятия закона об азартных играх «живая» игра в покер в России официально осуществляется исключительно в специальных игорных зонах. Неофициально — в подпольных клубах. Поэтому многие предпочитают играть в покер онлайн. Статус онлайн-покера в РФ находится в серой зоне, но правительство рассматривает вопрос о его легализации.
В СССР поиграть в покер можно было исключительно в подпольных клубах или казино. Кроме того, игроки часто собирались на частных квартирах, которые напоминали игорные заведения. В то время покер причислялся к азартным играм, играли обычно против дилера. К концу 1990-х годов были первые попытки проведения турниров по покеру, но широкой популярности на тот момент они не получили.
С 2000 года популярность покера в России увеличивалась. Уже в 2001 году открылась первая покерная школа имени Дмитрия Лесного. В сети стали появляться видеоуроки, статьи по теории и стратегии игры. Через несколько лет, в 2006 году, Дмитрий Лесной возглавил Федерацию спортивного покера России (ФСПР), которая должна была продвигать покер в массы и регулировать работу покерных клубов. В 2007 году усилиями ФСПР покер был признан спортивной дисциплиной. Однако уже в 2009 году игру внесли в реестр азартных игр. Закон «о государственном регулировании деятельности по организации и проведению азартных игр и о внесении изменений в некоторые законодательные акты Российской Федерации» ввёл запрет на проведение игр в телекоммуникационных сетях, к которым относится интернет.
27 июня 2009 года Иван Демидов занял второе место на главном событии Мировой серии покера (WSOP), заработав $ 5,809,595. Это событие стало отправной точкой для маркетинговой кампании в России одной из покерных комнат, PokerStars. Воздействие от столь высокого результата российского игрока принято сравнивать с «покерным бумом» после победы Криса Манимейкера на главном событии Мировой серии покера в 2003 году.
Российские игроки все чаще стали побеждать в покерных турнирах за рубежом. Такие игроки как Александр Кравченко, Максим Лыков (бывшие игроки команды Team PokerStars Pro), Александр Кострицын, Виталий Лункин, Константин Пучков и другие покеристы показывали хорошие, стабильные результаты на мировой арене.
В 2010 году был проведён «Russian Masters Poker Cup» в одной из легальных покерных зон «Азов-Сити». Большой популярности это событие не вызвало, так как расположение игорной зоны было неудачным, два казино находились в пустом поле. Гостиница в казино насчитывала всего 14 номеров. Зона стала пользоваться популярностью у игроков из Ростова-на-Дону, остальные же предпочли играть через интернет, либо путешествовали по странам СНГ, где живая игра в покер не была под запретом.

## Современное состояние
Федеральный закон от 29 декабря 2006 года № 244-ФЗ «О государственном регулировании деятельности по организации и проведению азартных игр и о внесении изменений в некоторые законодательные акты», а также вступивший в силу 21 июля 2014 года федеральный закон № 222-ФЗ, полностью запрещающий интернет-казино и игорный бизнес онлайн, определяет правовые основы государственного регулирования деятельности по организации и проведению азартных игр на территории СНГ, и устанавливает ограничения на осуществление данной деятельности в целях защиты нравственности, прав и законных интересов граждан. Его действие не распространяется на деятельность бирж и на организацию и проведение лотерей.
Государственное регулирование деятельности по организации и проведению азартных игр осуществляется путём:
1. установления порядка осуществления деятельности по организации и проведению азартных игр и соответствующих ограничений, обязательных требований к организаторам азартных игр, игорным заведениям, посетителям игорных заведений, игорных зон;
2. выделения территорий, предназначенных для осуществления деятельности по организации и проведению азартных игр, — игорных зон;
3. выдачи разрешений на осуществление деятельности по организации и проведению азартных игр в игорных зонах;
4. выдачи лицензий на осуществление деятельности по организации и проведению азартных игр в букмекерских конторах и тотализаторах;
5. выявления, запрещения и пресечения деятельности лиц, осуществляющих деятельность по организации и проведению азартных игр с нарушением законодательства о государственном регулировании деятельности по организации и проведению азартных игр.

Закон предусматривает, что создаются 5 игорных зон, при этом на территории одного субъекта может быть создано не более одной игорной зоны. Если созданная игорная зона лежит в нескольких регионах, то на их территории не могут быть созданы другие игорные зоны. Игорные зоны создаются на территории Республики Крым, Алтайского края, Приморского края, Калининградской области, а также на границе Краснодарского края и Ростовской области. Порядок создания и ликвидации игорных зон, их наименования, границы, а также другие параметры игорных зон определяются правительством по согласованию с органами государственной власти субъектов.
Срок действия игорных зон неограничен. Решение о ликвидации правительством игорной зоны не может быть принято до истечения 10 лет с даты её создания. В решении о создании игорной зоны могут быть установлены требования к отдельным видам игорных заведений, а также другие ограничения. В случае, если в течение 3 лет с даты получения разрешения на осуществление деятельности по организации и проведению азартных игр в игорной зоне организатор азартных игр не приступил к осуществлению деятельности по организации и проведению азартных игр в соответствующей игорной зоне, данное разрешение аннулируется.
Игорные заведения, за исключением букмекерских контор и тотализаторов, могут быть открыты только на территории игорных зон в порядке, установленном данным законопроектом. При этом игорные зоны должны быть созданы до 1 июля 2007 года и не могут быть созданы на землях поселений.
Управление игорными зонами осуществляется уполномоченными органами государственной власти субъекта. Органы управления игорными зонами, включающими в себя части территорий нескольких субъектов, определяются на основании соглашения между органами государственной власти соответствующих субъектов.
Организатор азартных игр обязан предоставлять сведения, необходимые для осуществления контроля за соблюдением требований законодательства. Чистые активы организатора азартных игр в течение всего периода осуществления деятельности не могут быть менее: 600 000 000 рублей (для организаторов азартных игр в казино и залах игровых автоматов) и 100 000 000 рублей (для организаторов азартных игр в букмекерских конторах и тотализаторах). Порядок расчёта стоимости чистых активов организаторов азартных игр устанавливается Министерством финансов, при этом правительством могут быть установлены дополнительные требования к организаторам азартных игр.
Посетителями игорного заведения не могут являться лица, не достигшие возраста 18 лет.
Игорное заведение должно быть разделено на зону обслуживания участников азартных игр и служебную зону игорного заведения. Площадь обслуживания участников азартных игр в казино не может быть менее 800 квадратных метров. В зоне обслуживания в казино должно быть установлено не менее 10 игровых столов. В случае установки в зоне обслуживания в казино игровых автоматов — площадь зоны игровых автоматов не может быть менее 100 квадратных метров, и в этой зоне должно расположиться не менее 50 игровых автоматов. Технологически заложенный средний выигрыш игрового автомата должен быть не ниже 90 %.
Закон вступил в силу с 1 января 2007 года, при этом игорные заведения, соответствующие установленным требованиям, вправе продолжить свою деятельность до 30 июня 2009 года без получения разрешения на осуществление деятельности по организации и проведению азартных игр в игорной зоне. Все игорные заведения, не отвечающие требованиям, установленным данным законопроектом, должны быть закрыты до 1 июля 2007 года. Игорная деятельность с использованием информационно-телекоммуникационных сетей, в том числе сети Интернет, а также средств связи, в том числе подвижной связи, запрещена.

## Текущие игорные зоны
1 июля 2009 года игорный бизнес был закрыт.. Отныне любая игорная деятельность, за исключением букмекерских контор, тотализаторов и лотерей, может осуществляться только в специальных игорных зонах. В настоящее время в России есть четыре действующие игорные зоны:
- «Янтарная» (Калининградская область)
- «Сибирская монета» (Алтайский край)
- «Приморье»[12] (Приморский край)
- «Красная Поляна» (Краснодарский край)

В настоящее время идёт работа над созданием игорной зоны в Республике Крым (ранее название «Золотой берег», позже переименована в «Крым»).
В Калининградской области игорная зона появилась неподалёку от посёлка Поваровка Зеленоградского района. Первый объект игорной зоны «Янтарная», зал игровых автоматов Magic Crystal, был открыт 8 апреля 2016 года.
Создание игорной зоны в Алтайском крае решено было осуществить недалеко от известного курорта Белокуриха, в более чем 200 км от Барнаула. Первое казино игорной зоны «Сибирская монета» заработало 1 ноября 2014 года. К этому моменту оказался готов только цокольный этаж с VIP-залами. Полностью Altai Palace планировалось запустить в апреле 2015 года. Всего за 2015 год единственный открытый объект игорной зоны — комплекс Altai Palace посетили более 17 тысяч человек. С лета 2015 года по март 2016 года казино организовало 6 вертолётных рейсов из Новосибирска для вип-гостей.
В Приморском крае игорную зону предполагалось строить близ города Артём (35 км от Владивостока), в бухте Муравьиная. Открытие игорной зоны «Приморье» в тестовом режиме состоялось 8 октября 2015 года, когда заработало казино «Хрустальный тигр» (Tigre de Cristal). Окончательное открытие в формате grand opening прошло 11 ноября 2015. Компания «Джи 1 Интертейнмент», владеющая казино Tigre de Cristal, планирует возвести отельные мощности на 500 гостиничных номеров, театр и дополнительную спортивную инфраструктуру.
5 января 2017 года в Сочи открылось первое казино, входящее в игорную зону «Красная Поляна».
Идея открытия игорной зоны в Крыму появилась в 2014 году: предполагается, что первое казино в Республике Крым должно появиться в Ялте. Изначально его планировали построить возле Ласточкиного гнезда, но после бурного обсуждения от этой идеи отказались в 2019 году. Игорная зона под названием «Золотой берег» должна была появиться у посёлка Кацивели, а казино планировали разместить в недостроенном санатории Академии наук СССР, заброшенного более 30 лет тому назад (в 27 км от Ялты). В июне 2024 года в Государственную думу был внесён проект об изменении закона, в соответствии с которым казино нужно было перенести в здание морского вокзала в Ялте.

### Закрытые зоны
В 2010—2018 годах игорной зоной Краснодарского края была «Азов-Сити». В феврале 2010 года там открылось первое казино «Оракул».
Местоположение этой игорной зоны на юге страны определено недалеко от посёлка Порт-Катон в Азовском районе Ростовской области, граничащем с Щербиновским районом Краснодарского края. Расстояние от Ростова-на-Дону до Порт-Катона составляет около 80 км, от Краснодара — около 300 км.
Позже было принято решение ликвидировать игорную зону, а на месте неё построить кадетский корпус или воинскую часть. Точная причина ликвидации и судьба казино «Оракул» неизвестны. По состоянию на май 2016 года все казино в игорной зоне Азов-сити продолжали работать. Официально все казино в этой игорной зоне были закрыты 1 января 2019 года.

### Обход запретов
Несмотря на запрет, игорный бизнес продолжает свою работу, маскируясь под интернет-кафе, лотерейные клубы, ночные клубы, биржи.
В итоге за время, прошедшее с момента закрытия игорного бизнеса, резко выросло количество подпольных игорных заведений в городах. СМИ постоянно сообщают о закрытиях полицией подпольных казино. Не только Москва остаётся главным центром подпольного игорного бизнеса в Российской Федерации, но и Подмосковье, что доказывает «игорное дело прокуроров».